# Сліпенчук Тимофій Захарович
Тимофі́й Заха́рович Сліпенчу́к (1904 , Гайворон, Сквирський повіт, Київська губернія, Російська імперія  — 3 січня 1943 , Давидо-Микільське, Краснодонський район, Ворошиловградська область, Українська РСР, СРСР ) — український радянський діяч, педагог. Депутат Верховної Ради УРСР 1-го скликання.

## Біографія
Народився 1904 року в селянській родині в селі Гайворон, тепер  Володарський район (Київська область), Київська область, Україна. Навчався в церковноприходській школі, у 1920 році закінчив Березнянську двокласну школу Київської губернії. З 1921 по 1922 рік навчався в педагогічній школі в селі Татаринівці на Київщині, але навчання залишив через скрутний матеріальний стан.
Працював у сільському господарстві, був активним членом комітету незаможних селян, завідував хатою-читальнею у селі Гайворон Володарського району.
У 1926–1929 роках — студент Білоцерківського педагогічного технікуму.
Член ВЛКСМ з 1926 року. Два роки був секретарем первинної комсомольської організації в Рудому Селі Володарського району.
З 1929 року — вчитель, завідувач початкової школи в Рудому Селі Володарського району.
З 1933 року — шкільний інспектор-методист Володарського районного відділу народної освіти Київської області.
З 1935 року — директор Володарської середньої школи Володарського району Київської області.
Член ВКП(б) з 1938 року.
26 червня 1938 року обраний депутатом до Верховної Ради УРСР 1-го скликання по Сквирській виборчій окрузі № 70 Київської області.
Станом на квітень 1939 року — завідувач обласного відділу народної освіти по Київській області.
З травня 1939 року — член Комісії по попередньому розгляду скарг та клопотань про помилування при Президії Верховної Ради УРСР.
Під час німецько-радянської війни — у Червоній армії. Служив заступником командира роти із політичної частини 1-ї окремої гвардійської механізованої бригади.
Загинув 3 січня 1943 року, похований у селі Давидо-Микільське, тепер Сорокинський район, Луганська область, Україна.

## Військове звання
- старший політрук
- капітан (31.12.1942)